# Alexander Grothendieck
Alexander Grothendieck (Berlín, Estado Libre de Prusia, 28 de marzo de 1928-Saint-Girons, Ariège, 13 de noviembre de 2014) fue un matemático apátrida, nacionalizado francés en los años 1980. Durante la segunda mitad del siglo XX llevó a cabo un extraordinario proceso de unificación de la aritmética, la geometría algebraica y la topología, dando gran impulso al desarrollo de estas tres ramas fundamentales de la matemática. Es considerado por muchos el matemático más importante del siglo XX.

## Biografía
Su padre, Aleksandr Petróvich Shapiro o Sasha Shapiro (Novozíbkov, 6 de agosto de 1890 - Auschwitz, ¿1942?), fue un judío anarquista ruso. Fue condenado a muerte por el régimen zarista en 1907, pero se le conmutó la pena por la de cadena perpetua a causa de su juventud. Liberado por la revolución de 1917, fue condenado a muerte por el régimen comunista; emigró clandestinamente a Berlín, donde conoció en medios anarquistas a la periodista ocasional Hanka Grothendieck (Hamburgo, 21 de agosto de 1900 - Montpellier, 16 de diciembre de 1957). Estos hechos se narran en su novela autobiográfica inédita Eine Frau hasta la concepción del único hijo que tuvo con Shapiro: Alexander Grothendieck.
Entre los años 1934 y 1939, Grothendieck vivió en Hamburgo con una familia adoptiva, mientras sus padres estaban en Francia y participaron en la guerra civil española junto a los anarquistas. En 1939, se reunió con su madre Hanka en Francia. En 1940, al ser alemán, se le internó en el campo de Rieucros junto con su madre, y estudió en el cercano Instituto de Mende. Mientras, su padre fue internado en el campo de Le Vernet y deportado por los nazis en 1942 a Auschwitz —figura con el nombre de Alexandre Tanaroff en la lista de víctimas del Holocausto—.
En 1942, Grothendieck fue acogido en La Guespy, hogar infantil del Socorro Suizo para refugiados en Le Chambon-sur-Lignon, y terminó el Bachillerato en el Collège Cévénol. Fue en esta escuela donde Grothendieck aparentemente se fascinó por primera vez con las matemáticas.
Entre 1945 y 1948, Alexander Grothendieck estudió matemáticas en la Universidad de Montpellier y de allí se marchó a París, donde asistió al seminario de Henri Cartan. Laurent Schwartz dirigió su tesis doctoral sobre análisis funcional en Nancy, al conocerle, entregaron a su nuevo alumno un listado de catorce problemas que consideraban como un vasto programa de trabajo para varios años, y le pidieron que eligiera uno de ellos. Algunos meses más tarde, Alexander fue a ver a sus directores habiendo resuelto los catorce problemas: la leyenda acababa de comenzar. 

## Trayectoria
Posteriormente, Grothendieck entró a formar parte del grupo Bourbaki. En ese grupo, se interesó por saber cuáles han de ser los conceptos naturales que sirvan de base a la geometría. Entre 1957 y 1962 expuso en el Seminario Bourbaki una renovación total de los fundamentos de la geometría algebraica, y en 1958 introdujo la K-teoría. Dentro de ese trabajo, enunció y demostró el teorema de Riemann-Roch-Grothendieck, resultado que le daría fama mundial como matemático.
En 1958, Grothendieck fue instalado en el Institut des hautes études scientifiques (IHÉS), un nuevo instituto de investigación financiado con fondos privados que, en efecto, había sido creado para Jean Dieudonné y Grothendieck.
En 1959 se crea en Bures-sur-Yvette, cerca de París, el Instituto de Altos Estudios Científicos (IHES), y se le ofreció la plaza de matemáticas. Allí, desarrolló un trabajo intenso hasta 1970, renovando la geometría algebraica de cabo a rabo. Sus Elementos de geometría algebraica, de los que llegó a escribir cuatro volúmenes de los 12 previstos, y la serie de siete Seminarios de geometría algebraica, realizan una síntesis con la aritmética y la topología alrededor de los dos conceptos cruciales de «esquema» y «topos» (una de las más vastas labores de fundamentos jamás realizada en matemáticas). Inspiración central de esta etapa fueron las conjeturas de Weil, que en gran parte demuestra, terminando la labor su alumno más brillante Pierre Deligne. En 1966, en el Congreso Internacional de Matemáticas de Moscú, al que no acudió en rechazo de la Unión Soviética, recibió la Medalla Fields. En esos años, también desentrañó (aunque no publicó) la teoría de motivos, fantástica visión de una unión más íntima de la aritmética y la geometría que aún permanece sin demostrar en gran parte, y expuso en las llamadas «conjeturas estándar» los principios que permitirían desarrollar la teoría de motivos.

## Posiciones políticas y últimos años
En noviembre de 1967, durante la guerra de Vietnam, viajó a Hanói para dar unas conferencias sobre la teoría de categorías, en protesta contra la guerra.
En 1970, abandonó el IHES, porque esta institución aceptaba fondos de instituciones militares, y se mueve en ambientes pacifistas y ecologistas. Ante el estancamiento espiritual que le supone su absorbente dedicación a las matemáticas, abandonó también todas las actividades matemáticas tradicionales.
En 1972, pasó a ser profesor en la Universidad de Montpellier, en cuya Facultad de Ciencias dio clases y continuó sus investigaciones matemáticas fuera de los «circuitos oficiales». En 1984, solicitó una plaza en el CNRS, para lo que escribió la memoria Esquisse d'un Programme, esbozo de los temas matemáticos que estudió en los últimos años y de un programa para continuarlos en el futuro. En esta época, escribió miles de páginas con meditaciones matemáticas y no matemáticas, de entre las cuales destaca Eloge (¿perdido?), Récoltes et Semailles, donde repasa su trayectoria vital en el mundo matemático (editada en 2022 por la editorial Gallimard), y La Clef des Songes, donde explica su descubrimiento de Dios (todavía inédita).
En 1988, se jubiló y, junto con su alumno Pierre Deligne, recibió el Premio Crafoord de la Real Academia Sueca de las Ciencias. A pesar de su cuantiosa dotación económica, lo rechazó porque «dado el declive en la ética científica, participar en el juego de los premios significa aprobar un espíritu que me parece insano» y porque «mi pensión es más que suficiente para atender mis necesidades materiales y las de los que de mí dependen».
En 1990, trasladó su residencia a la villa de Lasserre (Ariège), junto a los Pirineos franceses, y aceptó únicamente el contacto humano directo con sus más allegados, vecinos y visitantes esporádicos, mientras prosiguió sus reflexiones.[cita requerida]
En enero del 2010, envió una carta en la que expresa claramente su voluntad de que no se publiquen ni se difundan sus escritos.
Falleció el 13 de noviembre del 2014, en el Hospital Ariège Couserans de Saint-Girons.

## Anécdotas
Al pedirle, por alguna circunstancia, que ofreciera un número primo al azar, Grothendieck dio por respuesta el 57, que no es un número primo, con lo que desde entonces a este número se le conoce, en broma, como "el primo de Grothendieck".